# Джакомо Манцу
 Джакомо Манцу (псевдонім, справжнє ім'я Джакомо Манцоні, італ. Giacomo Manzoni,  Giacomo Manzù; 22 грудня 1908, Бергамо — 17 січня 1991) — скульптор Італії XX століття.

## Біографія

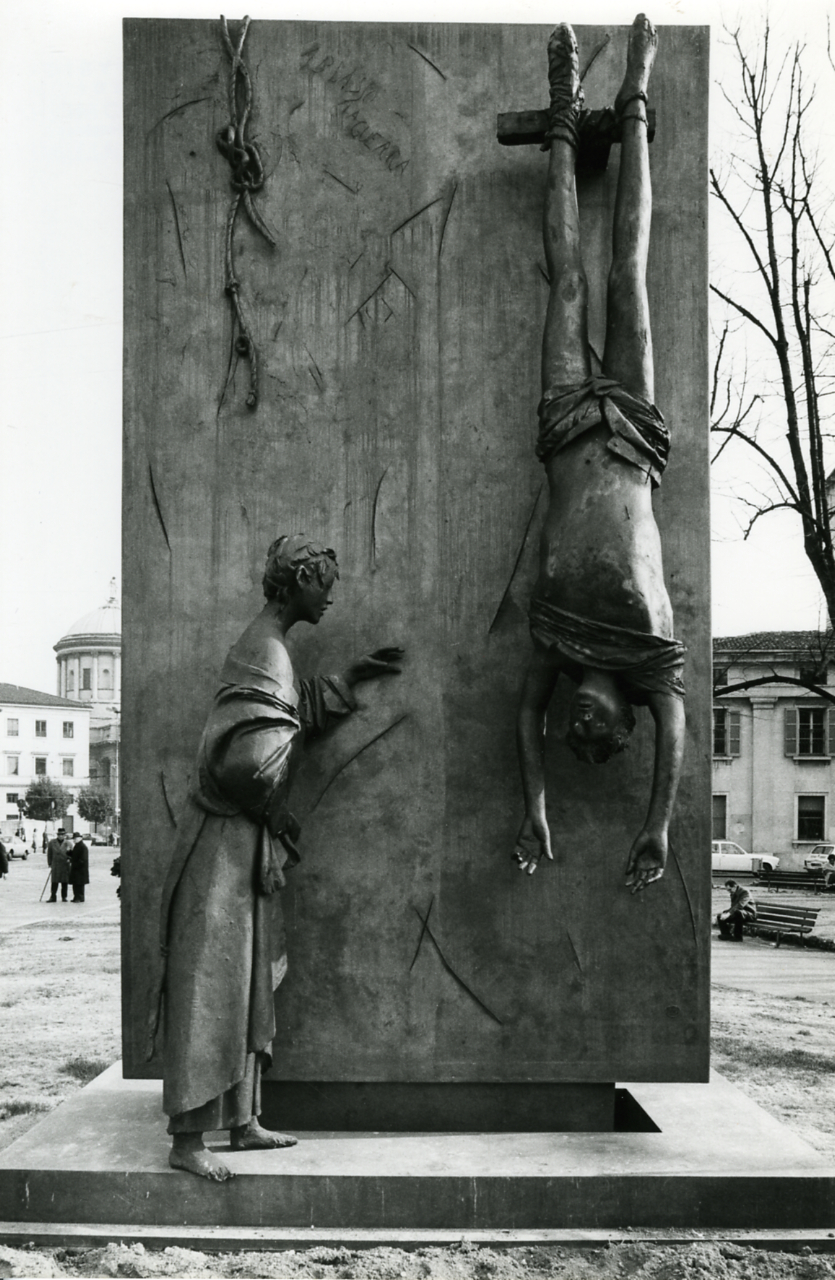
«Загиблому партизану» (1977), Бергамо. Фото Паоло Монті.

Народився в Бергамо. Він 12-та дитина в бідній родині (батько сторожував при монастирі і робив заодно взуття). Хлопець був релігійно налаштований, похмурий, мовчазний.
Починав як помічник ремісників — тесляра, позолотчика, майстра ліплення. Два роки навчався в приватній школі — академії Чеконьяні в місті Верона, де проходив військову службу. У 1929 р. звільнився від служби і перебрався в Мілан. Початок справжньої творчості — у 1929-32 роках. Твори первісно були з присмаком примітиву, мало сміливі. Багато малює, займається самоосвітою. Використовував усі матеріали, які міг отримати — віск, камінь, бетон, глина. З глиною упорався найбільше. І всі його бронзи, відлиті з глиняних моделей, зберегли усі характерні риси художньої манери Манцу: ніякого академізму, ніякої виглаженості.

### Париж і авторитет Родена
У 1936 р. здійснив подорож до Парижа, відвідував музеї і виставки. Виявив небажання ні залишитись в Парижі, ні захопитися митцями паризької школи. Авторитетом для себе визнав лише твори Огюста Родена.Вів щоденник.

### Вибуховий вузол проблем XX століття
У 1919 р. Муссоліні започаткував фашистську партію в Італії. Країну заполонила брудна хвиля націоналізму, мілітаризму, бажання мати колонії, відновити химеричну велич. Фрагмент зі щоденника(жовтень 1940 р.):
| Ліві лапки | Це час війни і кривавої різанини, колонія в Абісинії (сучасна Ефіопія), отруйний газ, шибениці, фашизм в Іспанії. Я прагну намалювати страту Христа, як сцену сьогодення... Христос як символ усіх, хто зараз має наругу, в'язниці, страти за свої уподобання. | Праві лапки |

Манцу і тут виявить власну особистість, прийде до комуністичних уподобань, не пориваючи з італійським католицизмом. Пізніше стане приятелювати з папою римським і отримав від нього важливі скульптурні замови, про які тільки міг мріяти кожний скульптор в Італії. Манцу працював для собору Св. Петра, як колись Браманте, Мікеланджело, Лоренцо Берніні .

### Повішений за ноги
Серед найстрашніших вражень доби фашизму в Італії — страта повішеного за ноги, труп якого не прибирали заради залякування населення. Трагічне враження від жорстокої влади, її насилля і дикунства було таким могутнім, що стало темою багатьох (трагічних за змістом)творів майстра, і без того нерадісних. Квінтессенцією пошуків майстра і його спротиву насиллю над людиною взагалі стануть:
- монумент повішеному за ноги
- брама Смерті, двері собору Святого Петра в Римі.

Вони зробили ім'я скульптора всесвітньо відомим.

### Власна родина
Влітку 1954 р. — запрошений професором в академію міста Зальцбург. Закохався в балерину з Мюнхена, німкеню Інге Шабель, з якою узяв шлюб. Народились власні діти. Тільки після цього в його творах виникли радісні, життєствердні мотиви і образи.

### Дарунок музею  Ермітаж
Наприкінці життя був менше заклопотаний фінансовими проблемами та продажем власних робіт. Бажання мати власну залу в музеї Ермітаж, котрий за  часів СРСР з цензурних міркувань не купував його скульптур, подарував йому невелику кількість творів, що надало можливість створити монографічну залу в музейному закладі[джерело?].

### Смерть
Помер у 17 січня 1991 року в Римі.

### Перелік деяких творів
- Благовіщення, рельєф, 1929
- Гітарист, 1929
- Розп'яття, 1939

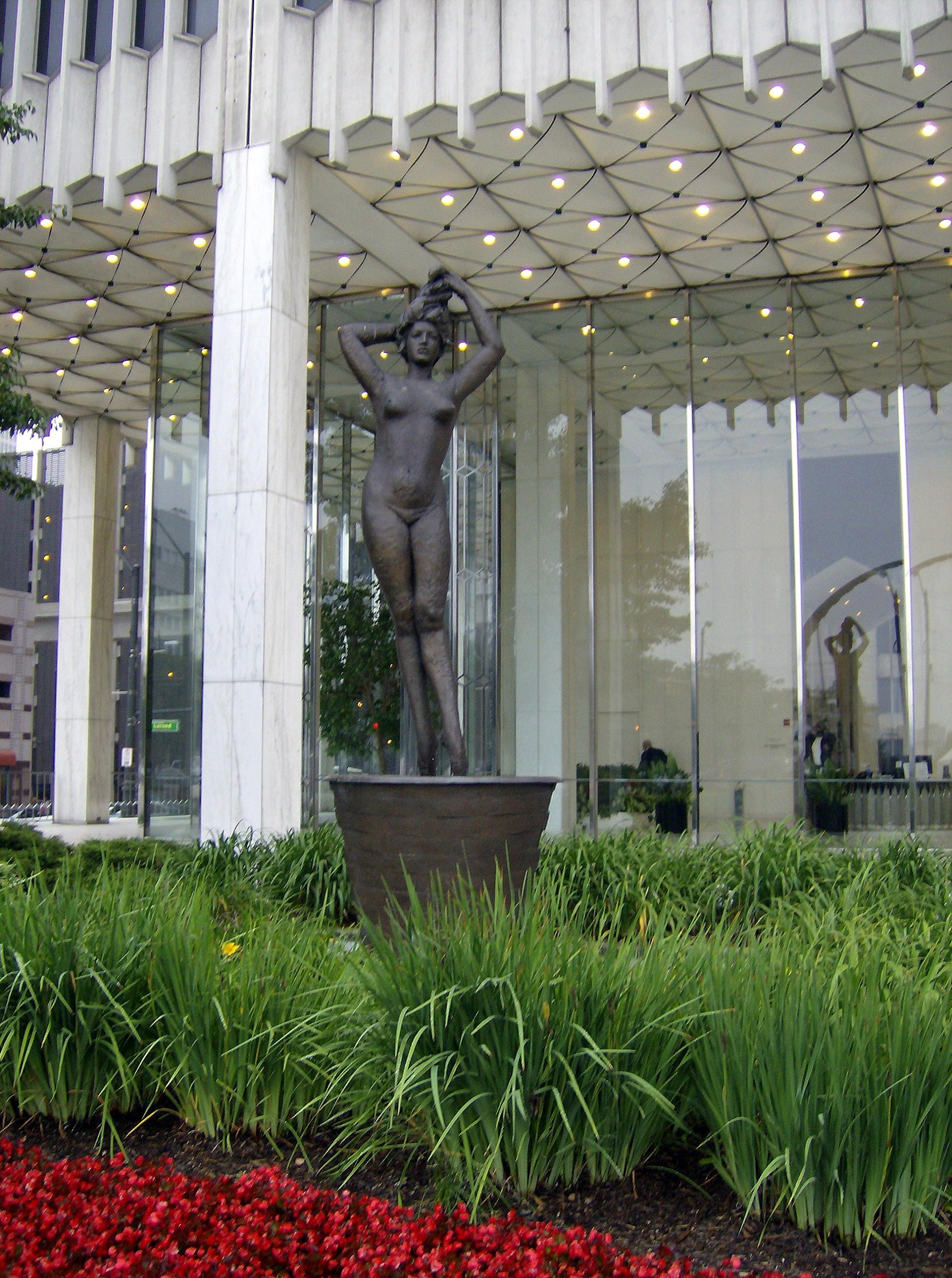
Д.Манцу, «Крок в танці», Детройт, США

- розіп'ятий з німецьким генералом, 1941
- Художник і модель, 1942
- Автопортрет з моделлю, 1946
- Дівчинка на стільці (варіанти), 1947—1949
- Проект брами для собору Св. Петра в Римі, 1949
- Оплакування, рельєф, 1951
- Розп'яття, 1951
- Кардинали, варіанти
- Портрет Інге, 1954
- Овочі на стільці
- Танцівниця, варіанти
- Пара коханців
- Смерть Святого Стефана, рельєф, 1963
- Смерть папи римського Йоана ХХІІІ, 1963
- Проект монумента партизану, 1968
- Брама миру і війни, місто Роттердам, церква Св. Лаврентія, 1965—1969
- Монумент фашистському спротиву, місто Бергамо, 1978

## Вибрані твори

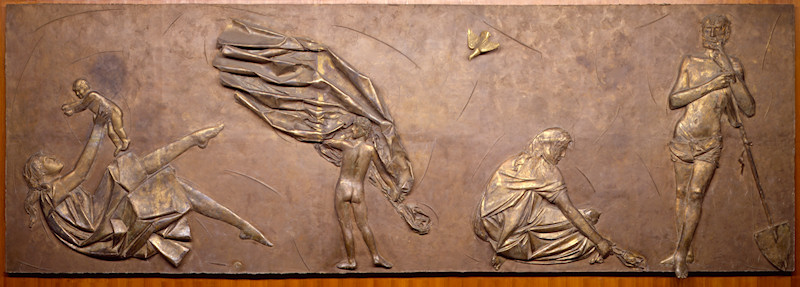

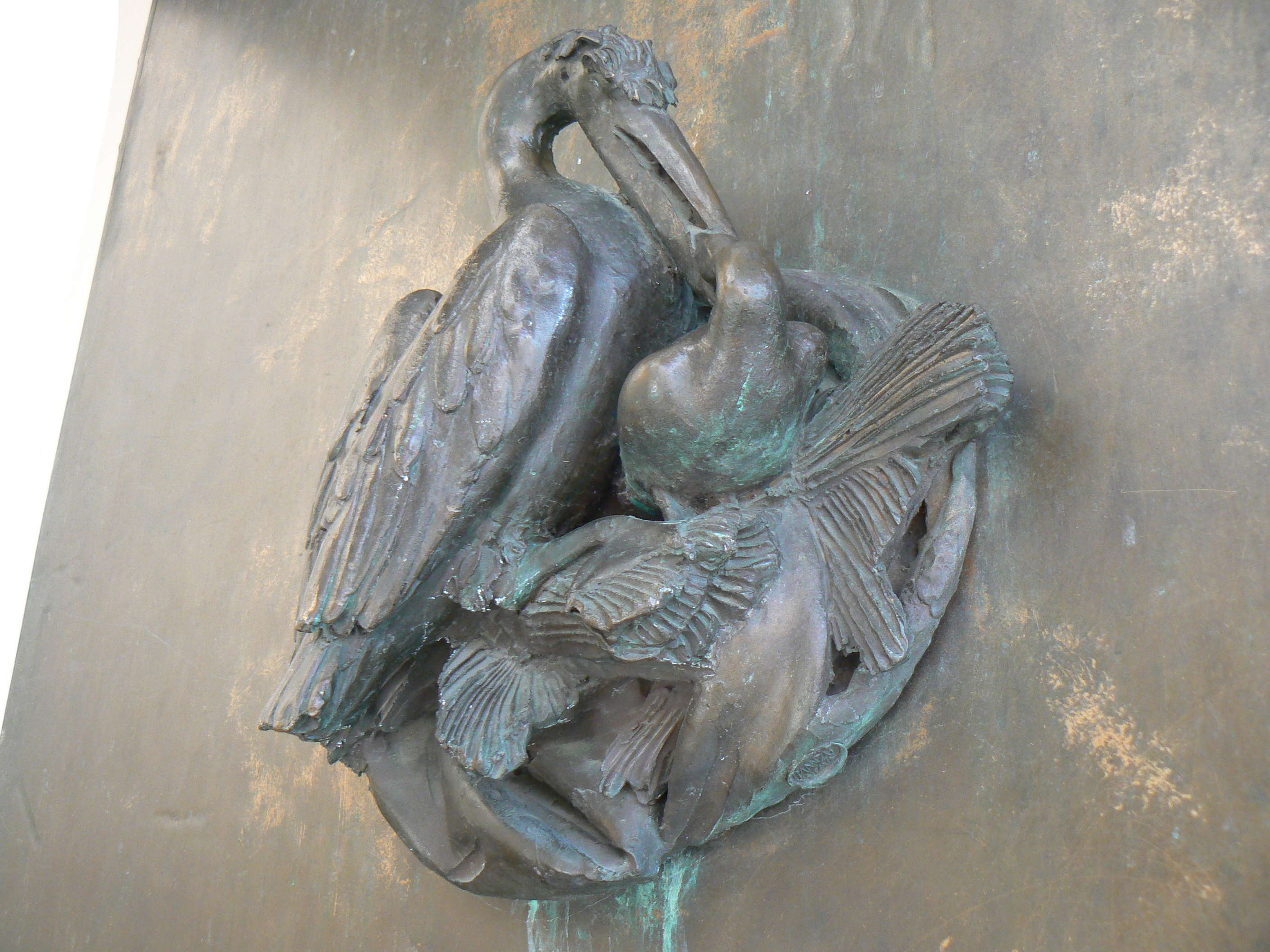
«Символ пожертви», Бронзові двері, Роттердам.
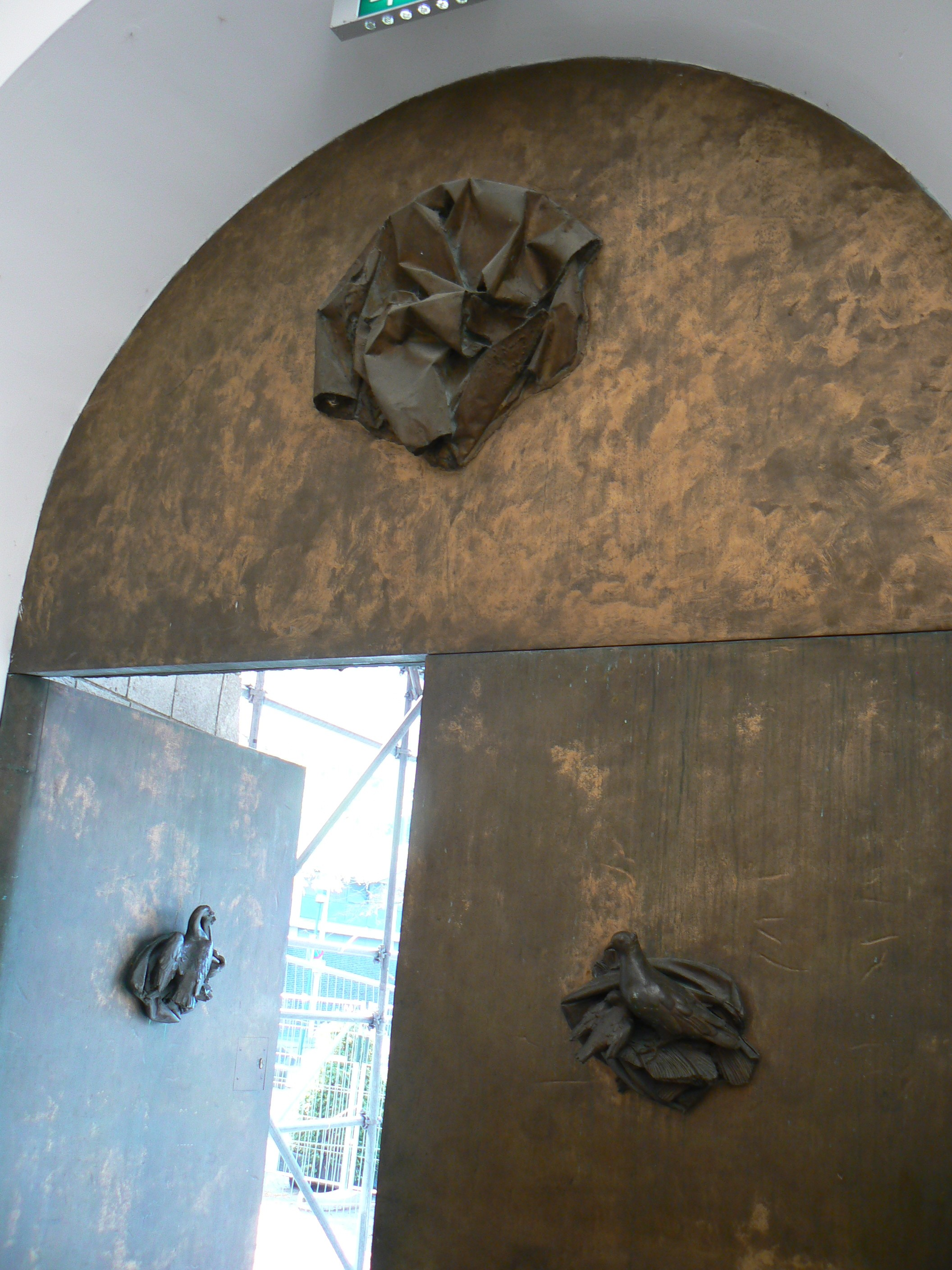
Бронзові двері, Роттердам. Загальний вигляд.
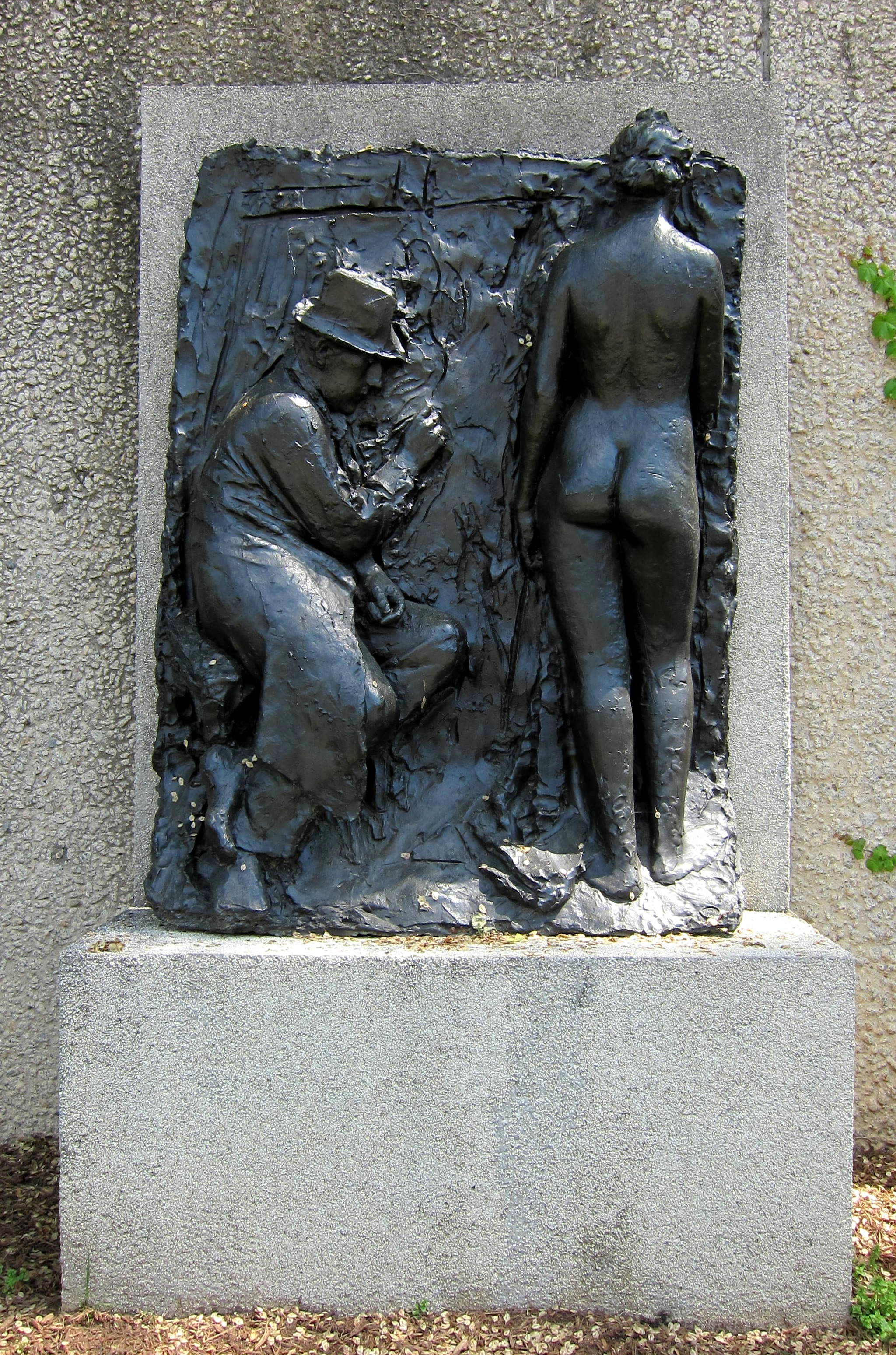
«Автопортрет і жіноча модель»